# Human Instrumentality Project
Human Instrumentality Project és una pel·lícula de terror del 2009, dirigida per Alex Gingell i Philip Koch juntament amb Alex Westaway i Dann Haigh (més coneguts pels seus rols dins Fightstar). Aquests quatre de fet, apareixen a la pel·lícula, com també els altres dos membres de la banda, Charlie Simpson i Omar Abidi. Fightstar va proporcionar la música per la pel·lícula.

## Repartiment
- Charlie Simpson ... Mike Stewart
- Alex Westaway ... Derek Calvert
- Dan Haigh ... Lewis Stirling
- Philip Koch ... Bastiaan Mayne
- Alan Butterworth ... Piotre Drabik
- Alexander Gingell ... David Tait
- Christian Wilmes ... Ortus Double-Agent